# Liste des monuments nationaux du district de Leiria
Cet article recense les monuments nationaux du district de Leiria, au Portugal.

## Liste
| Site                                                | Municipalité           | Identifiant | Coordonnées                        | Image |
| --------------------------------------------------- | ---------------------- | ----------- | ---------------------------------- | ----- |
| Chapelle Nossa Senhora do Desterro (pt)             | Alcobaça               | 70184       | 39° 32′ 51″ nord, 8° 58′ 45″ ouest |       |
| Abbaye d'Alcobaça                                   | Alcobaça               | 70185       | 39° 32′ 54″ nord, 8° 58′ 48″ ouest |       |
| Église Nossa Senhora da Ajuda                       | Alcobaça               | 71094       | 39° 33′ 15″ nord, 8° 59′ 54″ ouest |       |
| Manoir des Castelo Melhor (pt)                      | Ansião                 | 70641       | 39° 56′ 53″ nord, 8° 28′ 48″ ouest |       |
| Monastère de Batalha                                | Batalha                | 70099       | 39° 39′ 33″ nord, 8° 49′ 34″ ouest |       |
| Église Exaltação de Santa Cruz de Batalha (pt)      | Batalha                | 71166       | 39° 39′ 28″ nord, 8° 49′ 26″ ouest |       |
| Camp militaire d'Aljubarrota                        | Batalha, Porto de Mós  | 3729416     | 39° 39′ 23″ nord, 8° 49′ 54″ ouest |       |
| Église Nossa Senhora do Pópulo (pt)                 | Caldas da Rainha       | 70287       | 39° 24′ 12″ nord, 9° 07′ 57″ ouest |       |
| Église São João Batista de Figueiró dos Vinhos (pt) | Figueiró dos Vinhos    | 69824       | 39° 54′ 08″ nord, 8° 16′ 30″ ouest |       |
| Église São Pedro de Leiria (pt)                     | Leiria                 | 70459       | 39° 44′ 50″ nord, 8° 48′ 27″ ouest |       |
| Château de Leiria                                   | Leiria                 | 70548       | 39° 44′ 49″ nord, 8° 48′ 36″ ouest |       |
| Lagar Velho                                         | Leiria                 | 155684      | 39° 45′ 19″ nord, 8° 44′ 07″ ouest |       |
| Sé de Leiria (pt)                                   | Leiria                 | 14955162    | 39° 44′ 46″ nord, 8° 48′ 24″ ouest |       |
| Église São Gião de Famalicão (pt)                   | Nazaré                 | 70376       | 39° 33′ 47″ nord, 9° 05′ 23″ ouest |       |
| Château de Óbidos                                   | Óbidos                 | 70427       | 39° 21′ 48″ nord, 9° 09′ 25″ ouest |       |
| Pilori de Óbidos (pt)                               | Óbidos                 | 70666       | 39° 21′ 43″ nord, 9° 09′ 26″ ouest |       |
| Tombe de João de Noronha                            | Óbidos                 | 70667       | 39° 21′ 42″ nord, 9° 09′ 24″ ouest |       |
| Église Nossa Senhora da Assunção de Pedrógão Grande | Pedrógão Grande        | 70370       | 39° 55′ 00″ nord, 8° 08′ 43″ ouest |       |
| Ponte do Cabril                                     | Pedrógão Grande, Sertã | 70408       | 39° 54′ 19″ nord, 8° 08′ 22″ ouest |       |
| Fort de São João Baptista                           | Peniche                | 70299       | 39° 24′ 40″ nord, 9° 30′ 36″ ouest |       |
| Fort de Praia da Consolação                         | Peniche                | 71113       | 39° 19′ 28″ nord, 9° 21′ 40″ ouest |       |
| Église São Leonardo d'Atouguia da Baleia (pt)       | Peniche                | 71114       | 39° 20′ 21″ nord, 9° 19′ 31″ ouest |       |
| Forteresse de Peniche                               | Peniche                | 71147       | 39° 21′ 10″ nord, 9° 22′ 52″ ouest |       |
| Église du convent deLouriçal (pt)                   | Pombal                 | 70369       | 40° 00′ 13″ nord, 8° 44′ 11″ ouest |       |
| Tour de Relógio Velho                               | Pombal                 | 71164       | 39° 55′ 00″ nord, 8° 37′ 24″ ouest |       |
| Château de Pombal                                   | Pombal                 | 71165       | 39° 54′ 50″ nord, 8° 37′ 29″ ouest |       |
| Château de Porto de Mós                             | Porto de Mós           | 69870       | 39° 36′ 12″ nord, 8° 49′ 07″ ouest |       |
| Chapelle São Jorge d'Aljubarrota (pt)               | Porto de Mós           | 70103       | 39° 38′ 16″ nord, 8° 50′ 43″ ouest |       |